# Скорый суд
«Скорый суд» (англ. Instant Justice) — кинофильм.

## Сюжет
Американский морской пехотинец Скотт отправляется в Испанию навестить свою сестру Ким после многолетней разлуки. Но она мертва. Один на мадридских улицах, Скотт будет искать убийц, будет пытаться выяснить причины убийства сестры и отомстить.